# Kuklin
Kuklin – wieś sołecka w Polsce położona w województwie mazowieckim, w powiecie mławskim, w gminie Wieczfnia Kościelna.
W latach 1975–1998 miejscowość administracyjnie należała do województwa ciechanowskiego.
W okresie międzywojennym w miejscowości stacjonowała placówka Straży Celnej „Kuklin”.

## Zabytki
Według rejestru zabytków Narodowego Instytutu Dziedzictwa na listę zabytków wpisany jest obiekt:
- kaplica pw. św. Anny, 1754, 1874